# سیارک ۱۶۱۹۹
سیارک ۱۶۱۹۹ (به انگلیسی: 16199 Rozenblyum، نامگذاری:2000BX26) شانزده هزار و صد و نود و نهمین سیارک کشف شده‌است که در ۳۰ ژانویه ۲۰۰۰ کشف شد.
قدر مطلق سیارک برابر ۱۷٫۸ است.